# Đảng Nhân dân Áo
Đảng Nhân dân Áo (tiếng Đức: Österreichische Volkspartei; ÖVP) là đảng dân chủ Kitô giáo  và bảo thủ  ở Áo. Là tổ chức kế nhiệm Đảng Xã hội Kitô giáo vào cuối thế kỷ XIX và đầu thế kỷ XX, nó tương tự như CDU / CSU của Đức về phương diện hệ tư tưởng, với cả hai hoạt động như đảng big tent trung hữu. Đảng Nhân dân Áo được thành lập ngay sau khi tái lập nước Áo năm 1945, và từ đó trở thành một trong hai đảng chính trị lớn nhất của Áo với Đảng Dân chủ Xã hội Áo (SPÖ). Trong quản trị liên bang, ÖVP đã dành phần lớn thời kỳ hậu chiến trong một liên minh lớn với SPÖ. Gần đây nhất, nó đã là đối tác chính trong một chính phủ liên hiệp với SPÖ từ năm 2007. Tuy nhiên, ÖVP đã giành được cuộc bầu cử năm 2017, có số ghế nhiều nhất. Nếu nó có thể dẫn dắt chính phủ kế tiếp, lãnh đạo của nó, Sebastian Kurz, sẽ là thủ tướng trẻ nhất trong lịch sử nước Áo.

## Nền tảng
Đảng Nhân dân Áo là đảng bảo thủ. Trong phần lớn sự tồn tại của mình, Đảng Nhân dân tự xác nhận rõ ràng là Công giáo và chống chủ nghĩa xã hội, với lý tưởng bổ trợ, như được định nghĩa bởi Thông điệp Quadragesimo anno, và lý tưởng tản quyền.
Đối với cuộc bầu cử lần đầu tiên sau Thế chiến thứ II, ÖVP tự coi mình như Đảng Áo ("die österreichische Partei"), đã chống lại chủ nghĩa Marx và coi mình là Đảng của Trung tâm ("Partei der Mitte"). ÖVP giữ liên tục nắm giữ quyền lực - một mình hoặc trong cái gọi là liên minh Đen-Đỏ với Đảng Dân chủ Xã hội Áo (SPÖ) - cho đến năm 1970, khi SPÖ thành lập một chính phủ thiểu số với Đảng Tự do Áo (FPÖ). Các chính sách kinh tế của ÖVP trong thời đại nói chung đã ủng hộ một nền kinh tế thị trường xã hội.
Vào năm 2013, đối với chính sách kinh tế, Đảng Nhân dân Áo ủng hộ tự do hóa kinh tế, cần thiết để giảm sự thay đổi trong khu vực công cộng, cải cách phúc lợi và điều tiết chung của Áo đối với các vấn đề đối ngoại. hỗ trợ hội nhập châu Âu.